# Hatoful Boyfriend
Hatoful Boyfriend (はーとふる彼氏, Hātofuru Kareshi) est un visual novel de type (dating sim) créé à l'origine par le développeur PigeoNation Inc., dont le seul membre est la mangaka Moa Hato.

## Histoire
L'histoire prend place dans un autre univers où les oiseaux se comportent comme des humains et parlent. L'héroïne est une jeune étudiante, seule humaine acceptée dans la prestigieuse école St. PigeoNation pour oiseaux exceptionnels. Tout en suivant les cours, elle vogue de rencontre en rencontre pour trouver le grand amour parmi ses camarades à plumes.

## Développement
Une version démo est sortie le 31 juillet 2011, puis une version commerciale a vu le jour le 30 octobre 2011 au COMITIA 98. La version complète n'était prévue qu'en japonais, mais le développeur a mis en ligne par la suite un patch anglais qui fut très bien accueilli par les fans sur la version démo,.
Une version HD en anglais a été annoncé le 6 juin 2014 par l'éditeur Devolver Digital et le studio de développement Mediatonic sur PC, Mac et Linux via la plateforme Steam,. Le jeu est sorti le 21 août 2014 sur Steam, GOG.com. Le jeu est sorti le 21 juillet 2015 sur PS4 et PSVita.

## Accueil
Le jeu a reçu à sa sortie l'attention de nombreux médias et joueurs à cause de sa trame inattendue et son humour surréaliste présent dans la simulation de rendez-vous amoureux.

## Postérité
Une suite, Hatoful Boyfriend HolidayStar est sortie le 29 décembre 2011 et une version anglaise du jeu est sortie l'année suivante le jour de Noël.
En plus des jeux, il existe de nombreuses déclinaisons de la série : un manga fut sérialisé en ligne, un dōjin officiel fondé sur les jeux et quatre CD drama. En 2014, une web-série a vu le jour, prenant place dans un univers différent de celui des jeux.